# Dracaena forbesii
Dracaena forbesii là một loài thực vật có hoa trong họ Măng tây. Loài này được (O.Deg.) Jankalski mô tả khoa học đầu tiên năm 2008.

## Hình ảnh

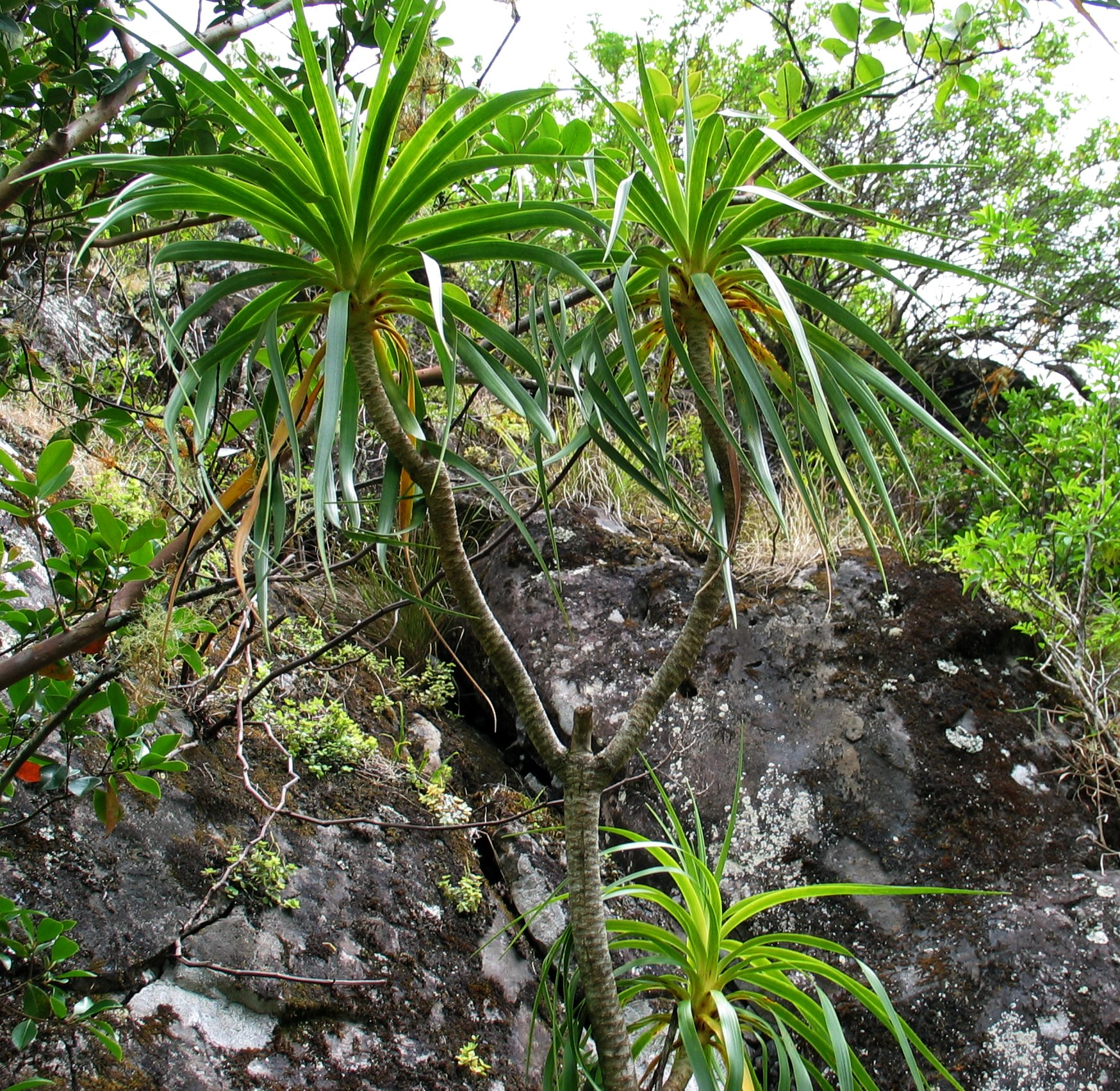
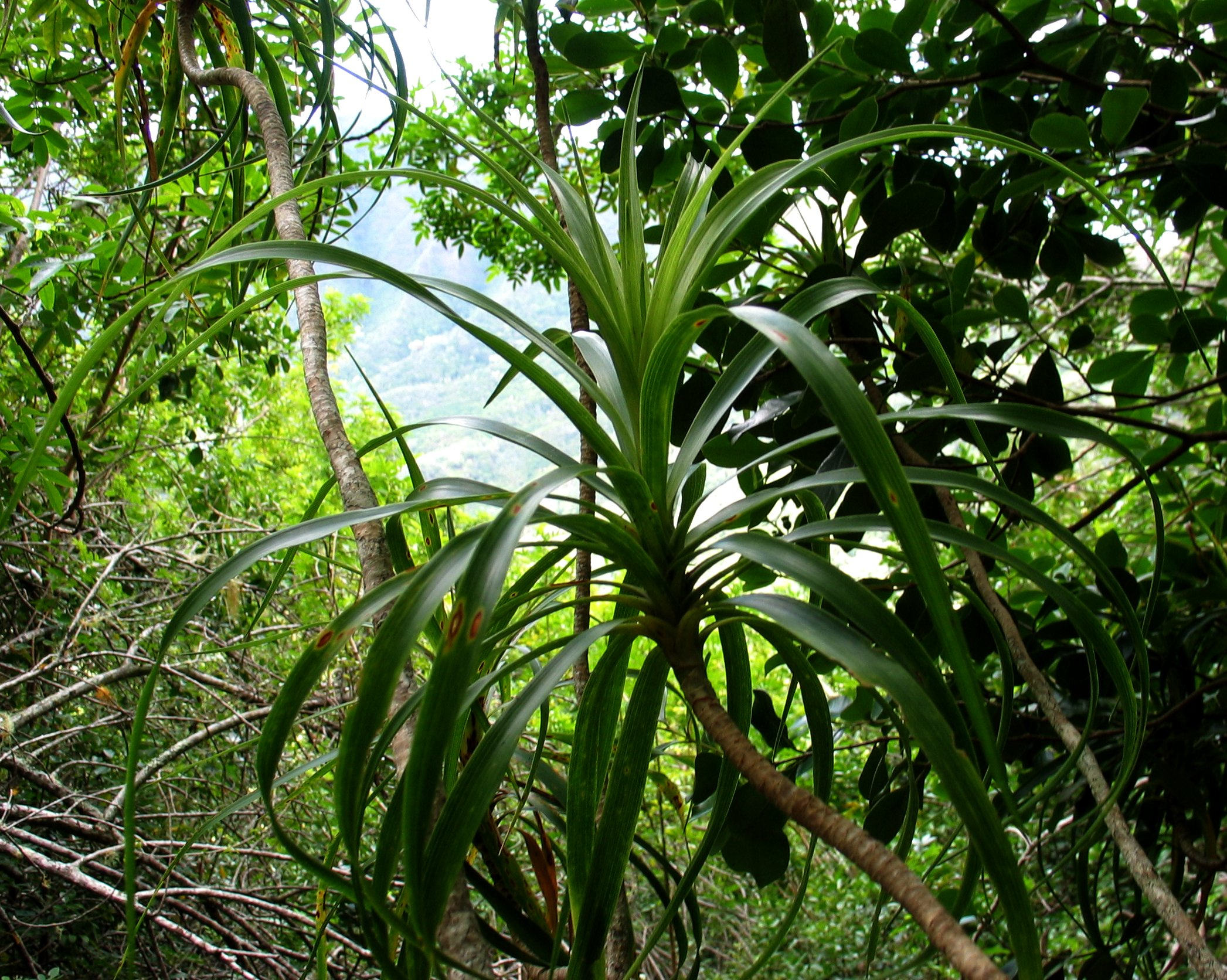
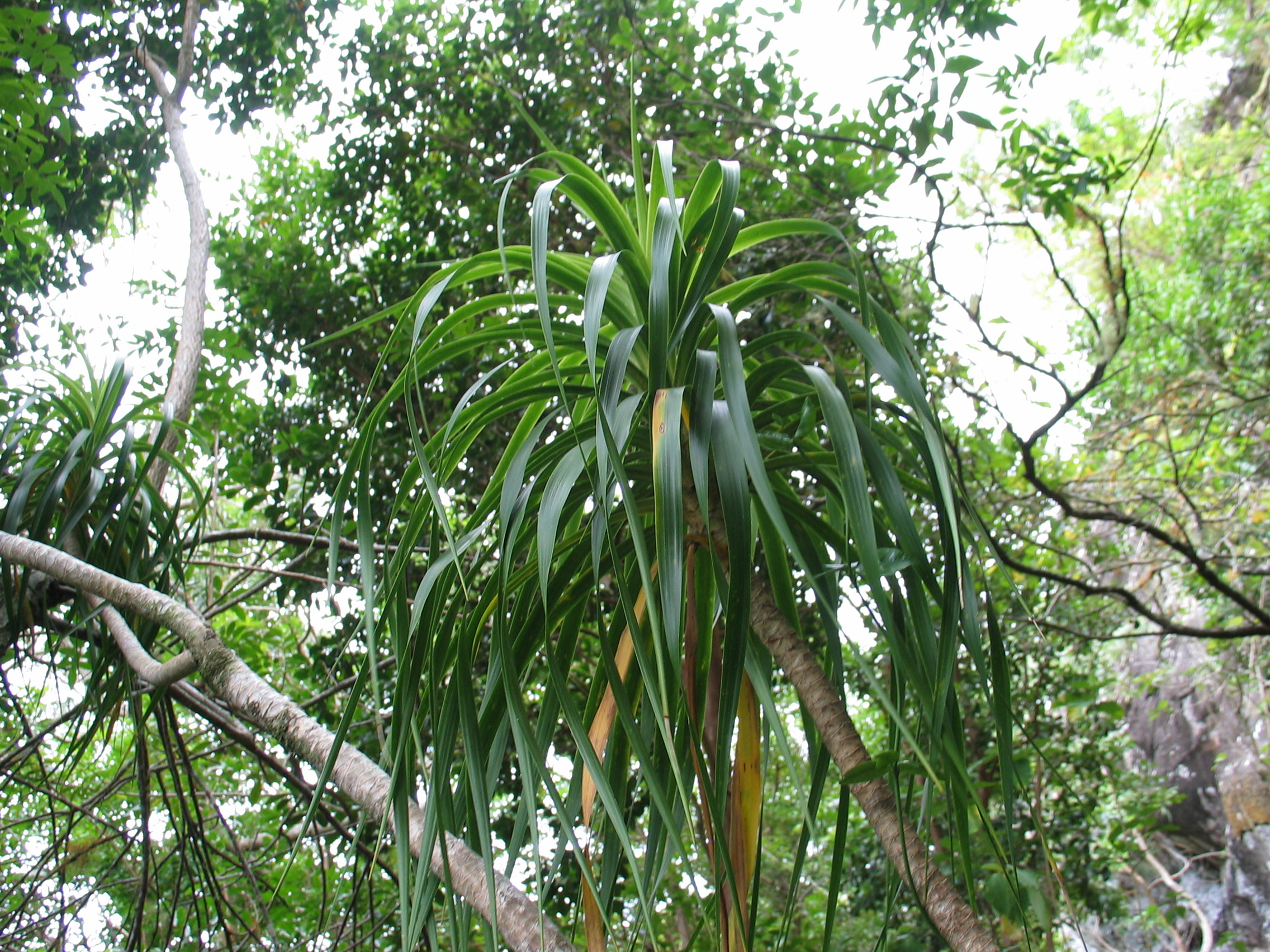
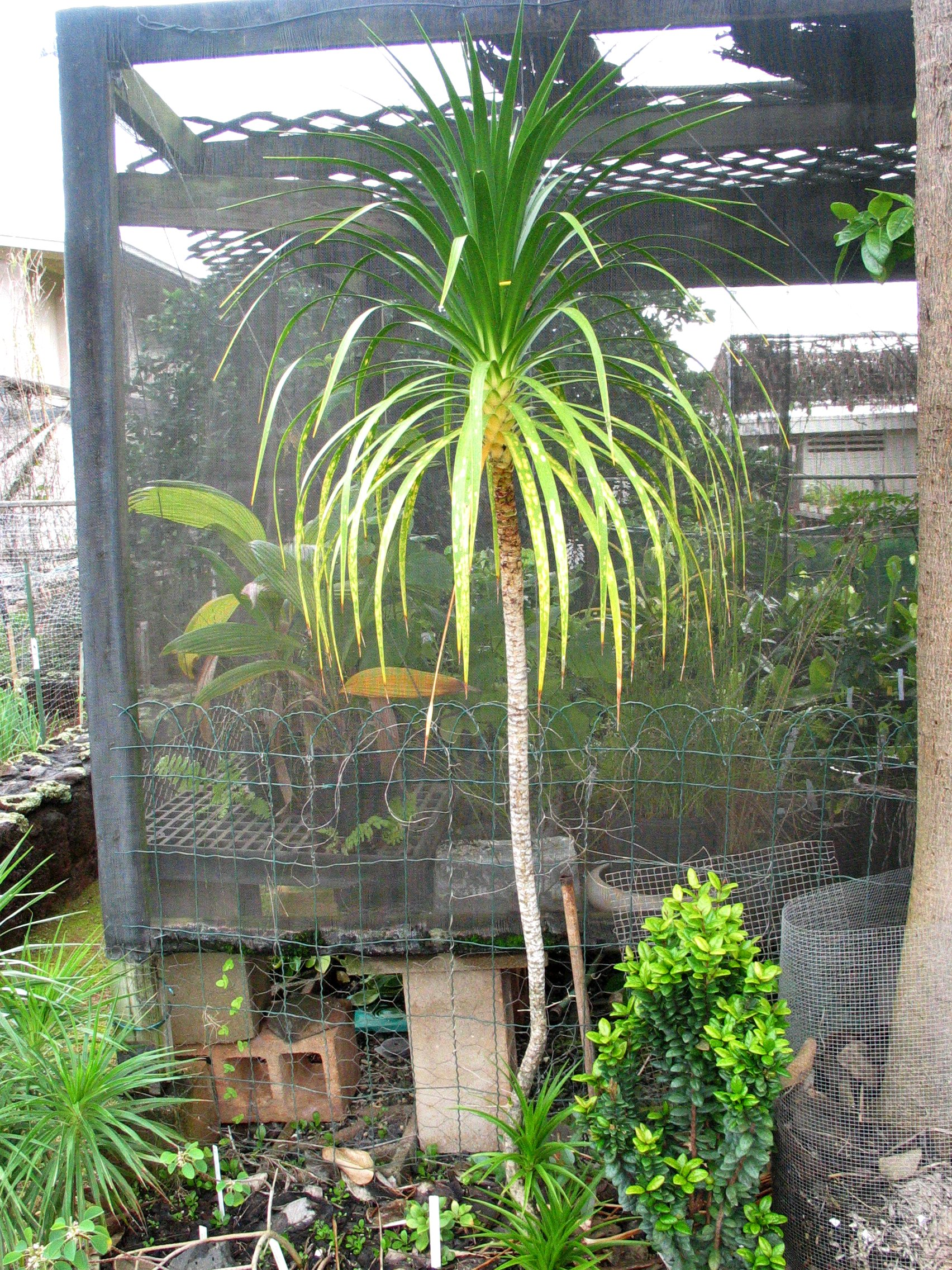